# Brug 869
Brug 869 is een civiel kunstwerk  in Amsterdam-Zuid.
Het betonnen bouwwerk wordt aangeduid als brug, maar is een viaduct/tunnel. Op het lage niveau reizen voetgangers en fietsers noord-zuid over de Europaboulevard. Op het hoge niveau ligt de noordelijke afrit van Rijksweg 10 naar de Europaboulevard. Het viaduct maakt deel uit van een viaductenstelsel die de kruising tussen Europaboulevard, rijksweg, het spoor en de metrolijn vormt. Daarbij zijn drie partijen in het spel: Rijkswaterstaat (de ringweg en dus Europaboulevardbrug), Nederlandse Spoorwegen/ProRail (spoorbaan) en de gemeente Amsterdam (metrobrug en de omgeving). De gemeente legde eerder ook brug 868 (onder de Europaboulevard) aan en brug 867 (toerit van Europaboulevaard naar de Rijksweg) aan, brug 869 was de laatste van de drie en werd met brug 868 door middel van een keerwand verbonden. De drie bouwwerken naar een ontwerp van Dirk Sterenberg van de Dienst der Publieke Werken laten eenzelfde uiterlijk zien, waarbij met name de kanteelachtige balustrades met reliëf opvallen. Sterenberg paste die ook toe bij andere bruggen in de stad, zoals bij brug 704.
De brug heeft de vorm van een parallellogram; ze ligt schuin over het voet- en fietspad.

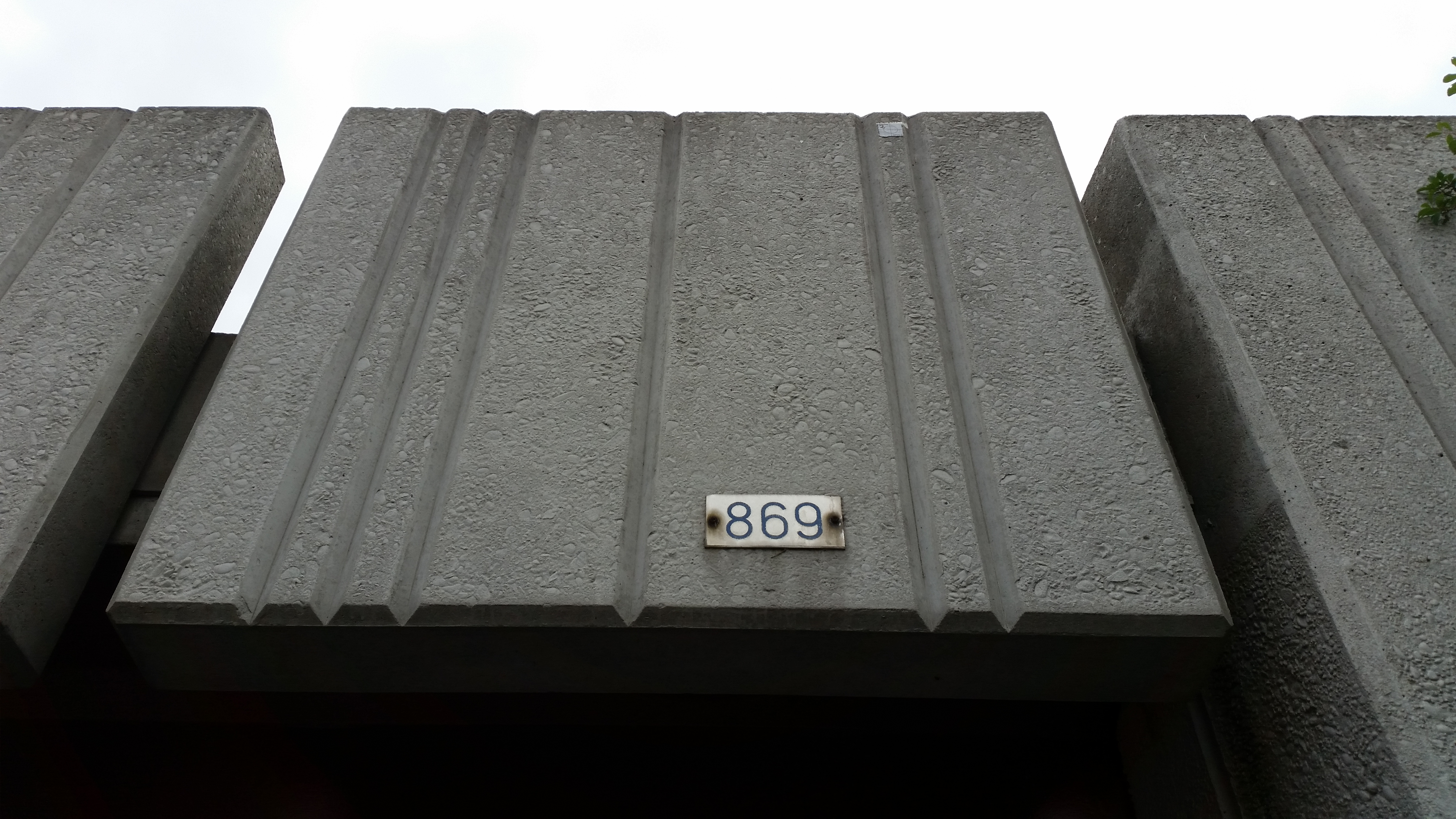
Nummerplaat en reliëf (juni 2018)

<<< · 801 · 802 · 803 · 804 · 805 · 808 · 811 · 812 · 813 · 814 · 815 · 816 · 817 · 818 · 819 · 820 · 821 · 822 · 823 · 824 · 825 · 826 · 827 · 828 · 829 · 830 · 831 · 832 · 833 · 834 · 835 · 836 · 837 · 838 · 839 · 840 · 841 · 842 · 844 · 845 · 846 · 848 · 849 · 850 ·  854 · 856 · 857 · 858 · 859 · 860 · 863 · 864 · 865 · 866 · 867 · 868 · 869 · 870 · 871 · 872 · 873 · 875 · 876 · 877 · 889 · 890 · 891 · 892 · 893 · 895 · 896 · 897 · 898 · 899 · >>>
Brugnummers 800, 806, 807, 809, 810, 843 (gesloopt, Uilenstede, Amstelveen), 847 (Uilenstede, Amstelveen) , 851 (gesloopt, Dirk Sterenberg), 852 (gesloopt, Dirk Sterenberg), 853 (gesloopt, Dirk Sterenberg), 855, 861, 862, 874, 878, 879, 880, 881, 882, 883, 884, 885, 886, 887, 888, 894 zijn niet (meer) vergeven.